# Beta Disk Interface

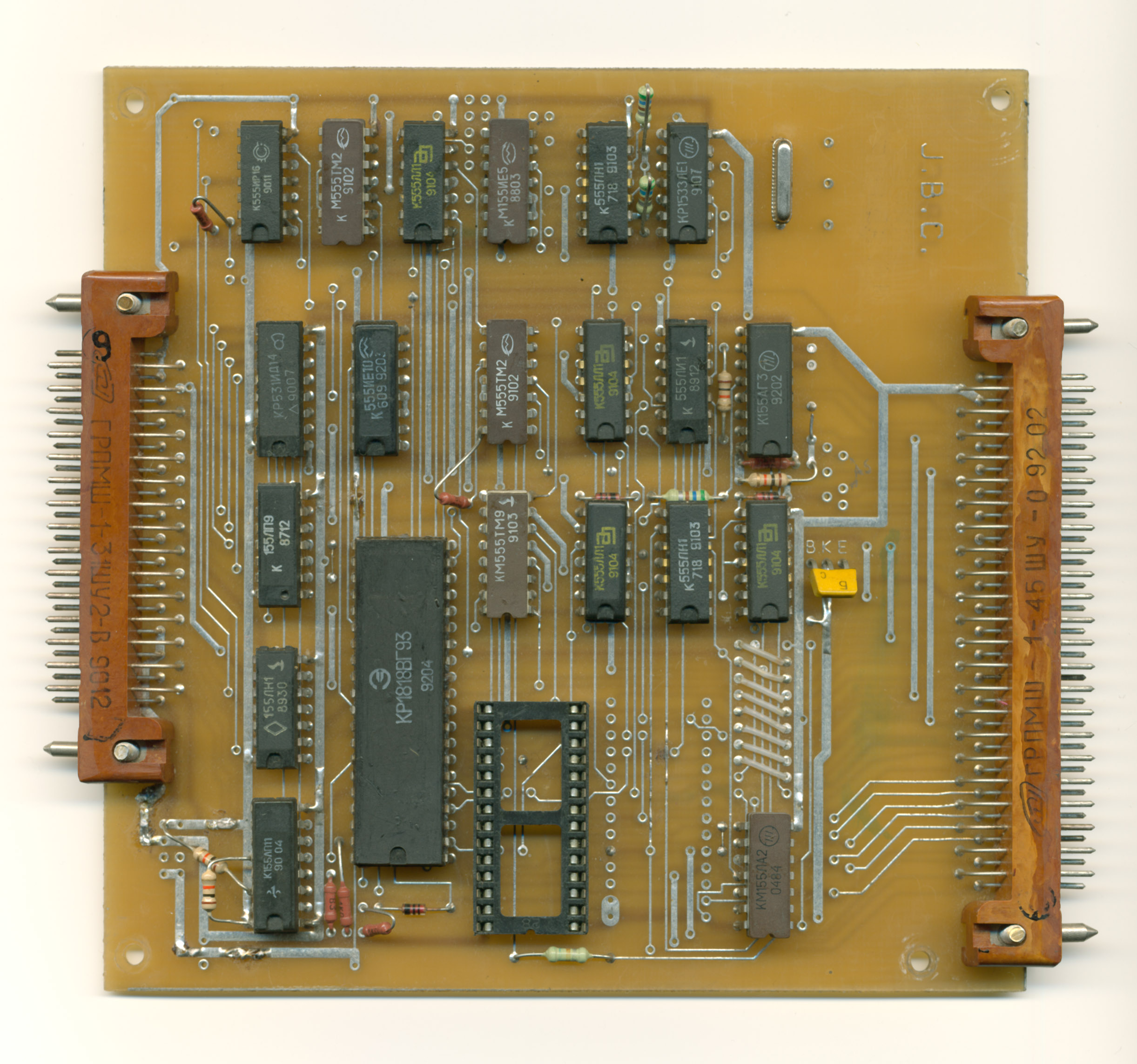
Плата советского клона контроллера Beta 128 Disk Interface

Beta Disk Interface — контроллер НГМД для компьютера ZX Spectrum и его клонов, разработанный Technology Research Ltd (Великобритания) в 1984 году и выпущенный в продажу в 1985 году по цене £249,75 с одним дисководом или £109.25 без дисковода. Beta 128 Disk Interface — его версия с поддержкой компьютеров ZX Spectrum 128 (отличие — в адресах точек входа в TR-DOS), выпущенная в 1987 году по цене £69.95.
Интерфейс поддерживает дискеты двойной плотности (теоретически возможна поддержка одинарной) с 40 или 80 дорожками, односторонние и двухсторонние, до 4 дисководов одновременно.

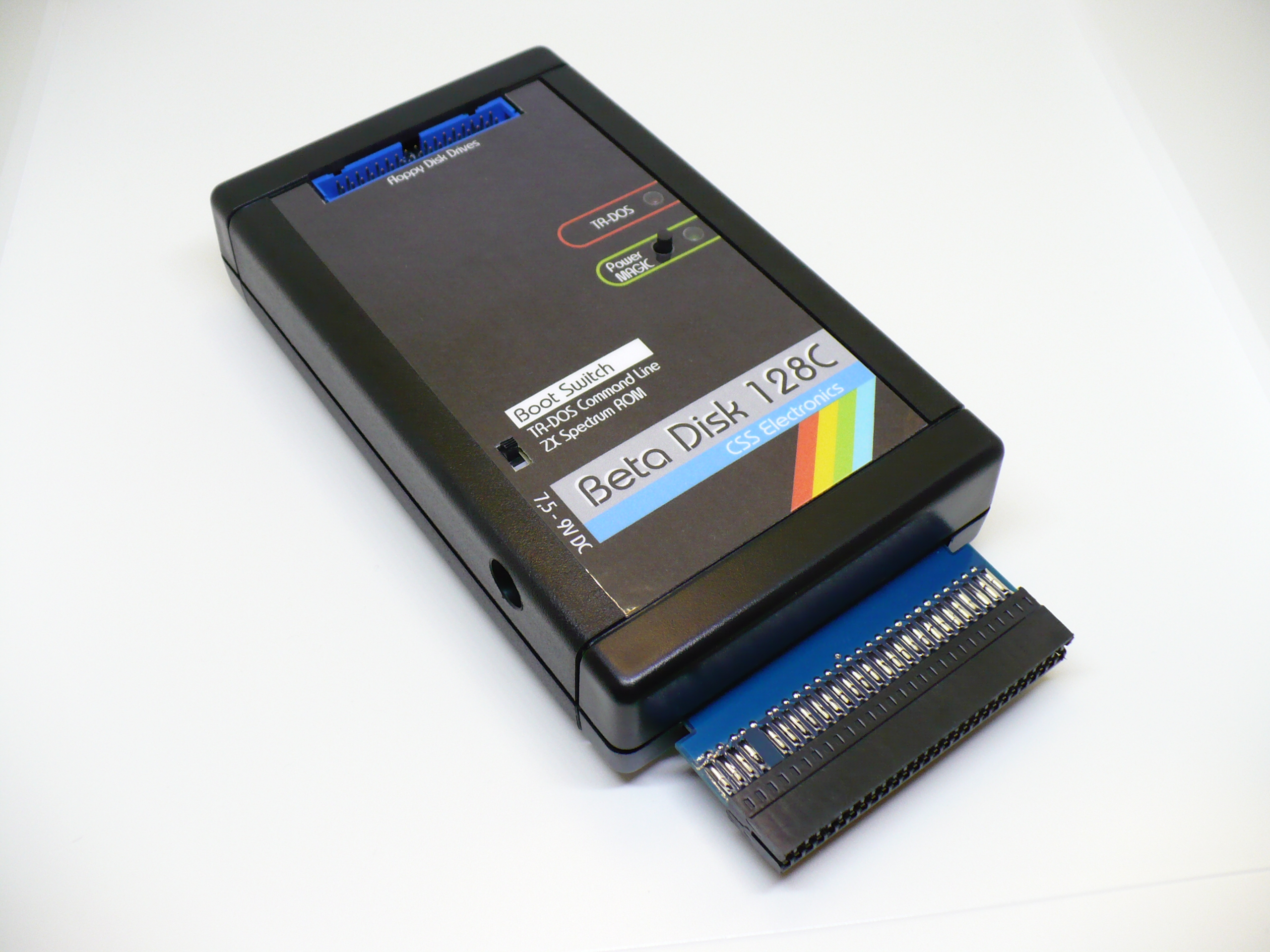
Чешский клон Beta Disk 128C

Интерфейс имел необычное оснащение: "Волшебную кнопку",  при нажатии на которую переходило управление к ПЗУ интерфейса и осуществлялся сброс (специальный дамп) всей памяти компьютера в файл на дискете. Имелась возможность также и загрузить дамп обратно в память, что теоретически позволяло делать копии даже защищённых программ;  на деле дамп делался не полностью, а за исключением нескольких ячеек памяти, использовавшихся самим интерфейсом (не имевшем ОЗУ на борту), и производители программного обеспечения начали проверять содержимое этих ячеек чтобы избежать пиратства.
Среднее время загрузки типичной игровой программы на  "Спектрум-48", занимавшей всю оперативную память, составляло лишь 5-6 секунд, после чего компьютер был полностью готов выполнять программу.

## Клоны
Beta 128 Disk Interface получил большую популярность в СССР из-за своей простоты. Первые его известные советские клоны были выпущены НТК «Плюс» и НПВО «Вариант» (Ленинград) в 1989 году. Интерфейс входит в состав множества советских клонов ZX Spectrum.
В оригинальных моделях ZX Spectrum контроллер подключался на системную шину компьютера. Основой советских вариантов контроллера является микросхема КР1818ВГ93 (отечественный аналог импортной микросхемы WD1793). Контроллеры в виде отдельной платы имели ПЗУ с прошитой операционной системой TR-DOS.
Некоторые варианты схемы поддерживают только 2 дисковода. Фазовая автоподстройка частоты реализуется несколькими разными методами.
С 2018 года в Чешской Республике был выпущен клон под названием Beta Disk 128C.

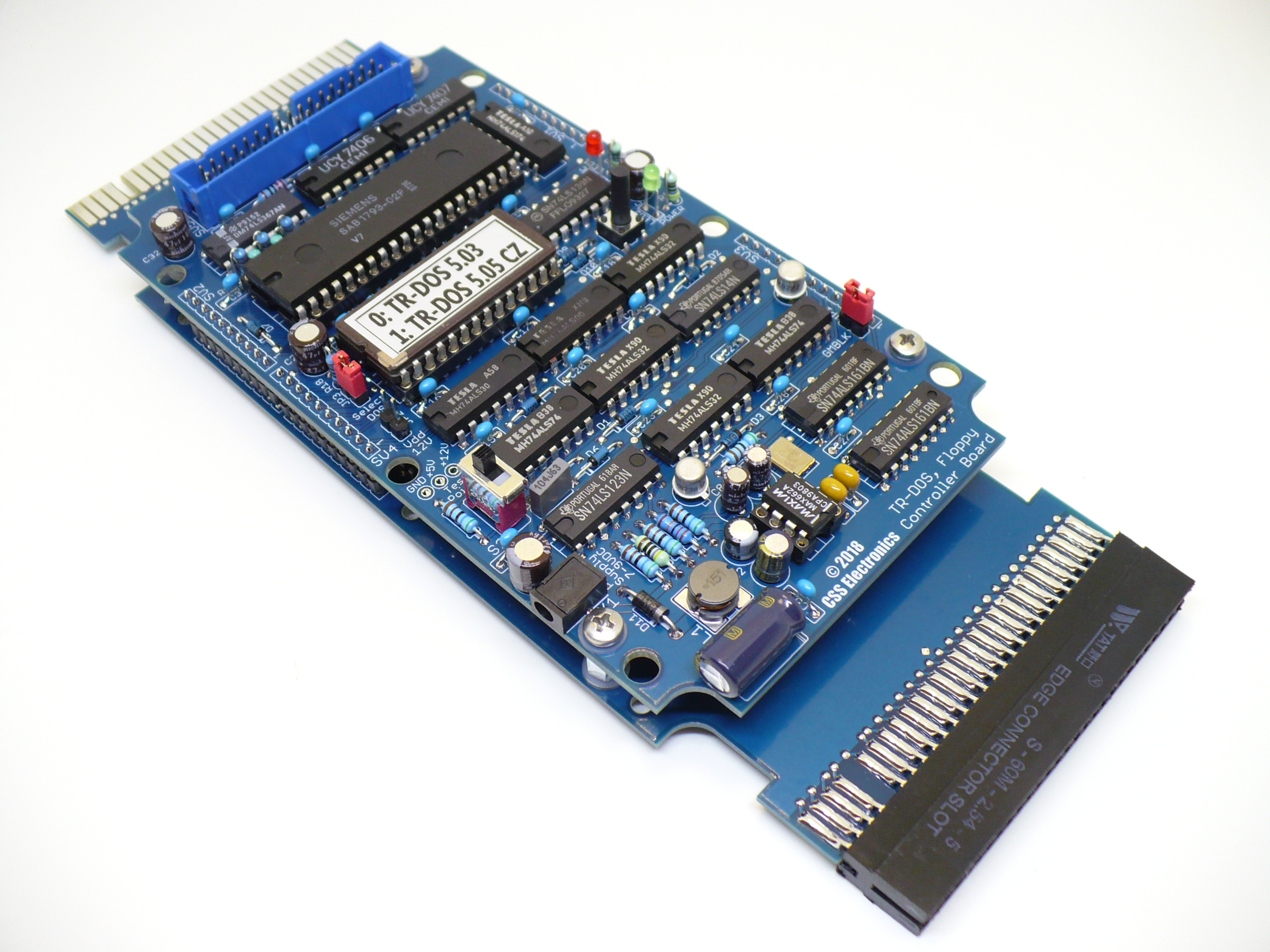
Beta Disk 128C (электроника)

## Операционные системы
Поддержка Beta 128 Disk Interface имеется в следующих операционных системах:
- TR-DOS (интегральная часть интерфейса Beta Disk)
- iS-DOS
- CP/M (ряд адаптаций)
- DNA OS
- X-DOS